# Kongōbu-ji
Kongōbu-ji (金剛峯寺) és el temple principal del budisme Koyasan Shingon, situat a la muntanya Kōya (高野山, Kōya-san), a la prefectura de Wakayama, al Japó. Tradicionalment es considera que la muntanya sencera és el recinte d'aquest temple, i la majoria de les vegades s'inclouen en la seva descripció altres complexos de la zona com Danjo Garan o algun dels altres 117 temples o monuments del lloc. El seu nom significa «Temple de la Muntanya del Diamant» i forma part del Patrimoni de la Humanitat de la UNESCO des de l'any 2004 dins el conjunt anomenat «Llocs sagrats i camins de pelegrinatge de les muntanyes de Kii».

## Història
El lloc va ser escollit pel monjo Kūkai en tornar de la Xina com a lloc d'ensenyament per al budisme shingon. L'edifici del temple va ser construït el 1593 amb el nom de temple Seigan-ji per Toyotomi Hideyoshi a la mort de la seva mare. Va ser reconstruït el 1861 i va rebre el seu nom actual el 1869. Bona part de les habitacions del temple contenen moltes portes corredisses fetes de pantalles de paper, fusuma, decorades pel pintor Kanō Tanyū (1602-1764) i per membres de l'escola Kanō de Kyoto, entre les quals destaquen la primera, l'habitació principal, amb pintures de grues, i prop d'aquesta les de la Prunera i el Salze que reben els noms pels dibuixos que tenen a les portes. Toyotomi Hidetsugu, nebot de Toyotomi Hideyoshi, es va suïcidar ritualment (seppuku) a l'habitació del Salze el 1595.

## Distribució
El temple compta amb multitud d'escoles i una universitat budista a la rodalia. L'actual jardí de roques Banryūtei (蟠龍庭) del temple, refet el 1984 per commemorar el 1150è. aniversari de l'ascens de Kūkai a la meditació eterna, és el més gran del Japó amb 2340 m², 140 pedres de granit portades de Shikoku (lloc de naixement de Kūkai) i distribuïdes de manera que suggereixen un parell de dracs que sorgeixen dels núvols per protegir el temple, i sorra blanca portada de Kyoto. El temple també compta amb una luxosa sala d'audiències anomenada Jodannoma, en la qual les parets de portes corredisses estan banyades en or i el sostre està decorat amb flors tallades.
El jardí natural del temple, creat en el període Edo, conté moltes de les espècies pròpies de la muntanya. Entre les flors destaquen l'andròmeda japonesa i els rododendres que creixen al voltant de l'estany, mentre que entre els arbres estan representats els sis arbres del Koyasan: sugi, xiprer japonès, pi roig japonès, tsuga, avets i koyamaki o pi paraigua japonès.
El 412è abat és Sa Eminència Yukei Matsunaga qui també exerceix com a suprem arquebisbe de la secta Koyasan Shingon.

## Recinte del temple
Kongōbu-ji és el principal temple de la secta Shingon i la muntanya Koya es considera el recinte sobre el qual té autoritat directa. La resta d'estructures i monuments de la muntanya solen considerar-se part del complex del temple. Entre aquestes estructures properes destaquen Danjo Garan, un lloc sagrat on es troben alguns dels més importants edificis de la zona com el saló Kondo, la pagoda Konpon Daito i el saló Fudōdō (Tresor Nacional del Japó), els mausoleus dedicats als dos primers Tokugawa, i l'Okunoin, el cementiri més gran del Japó, amb més de 200.000 tombes i lloc de repòs final de Kukai.

## Galeria

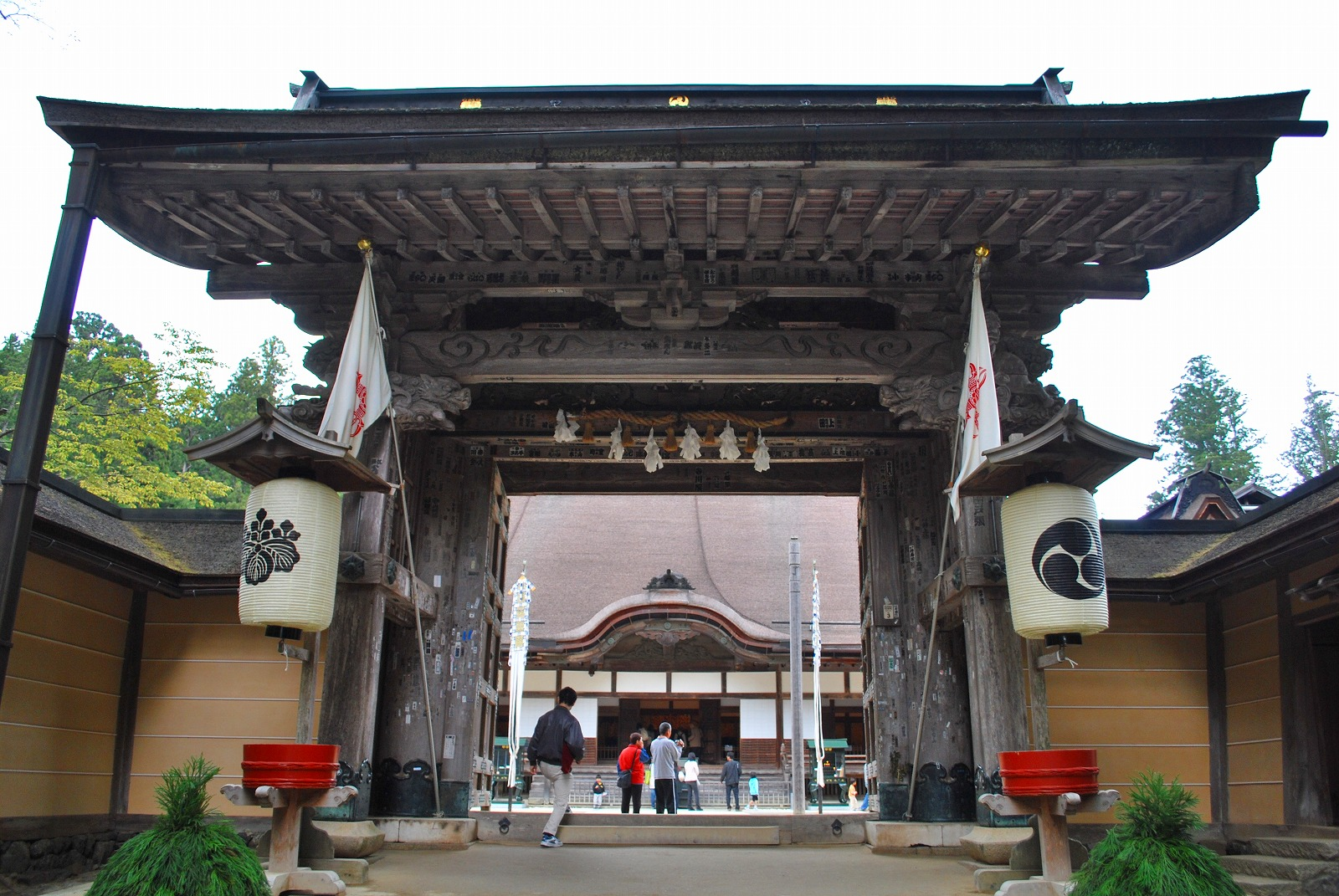
Porta principal del temple.
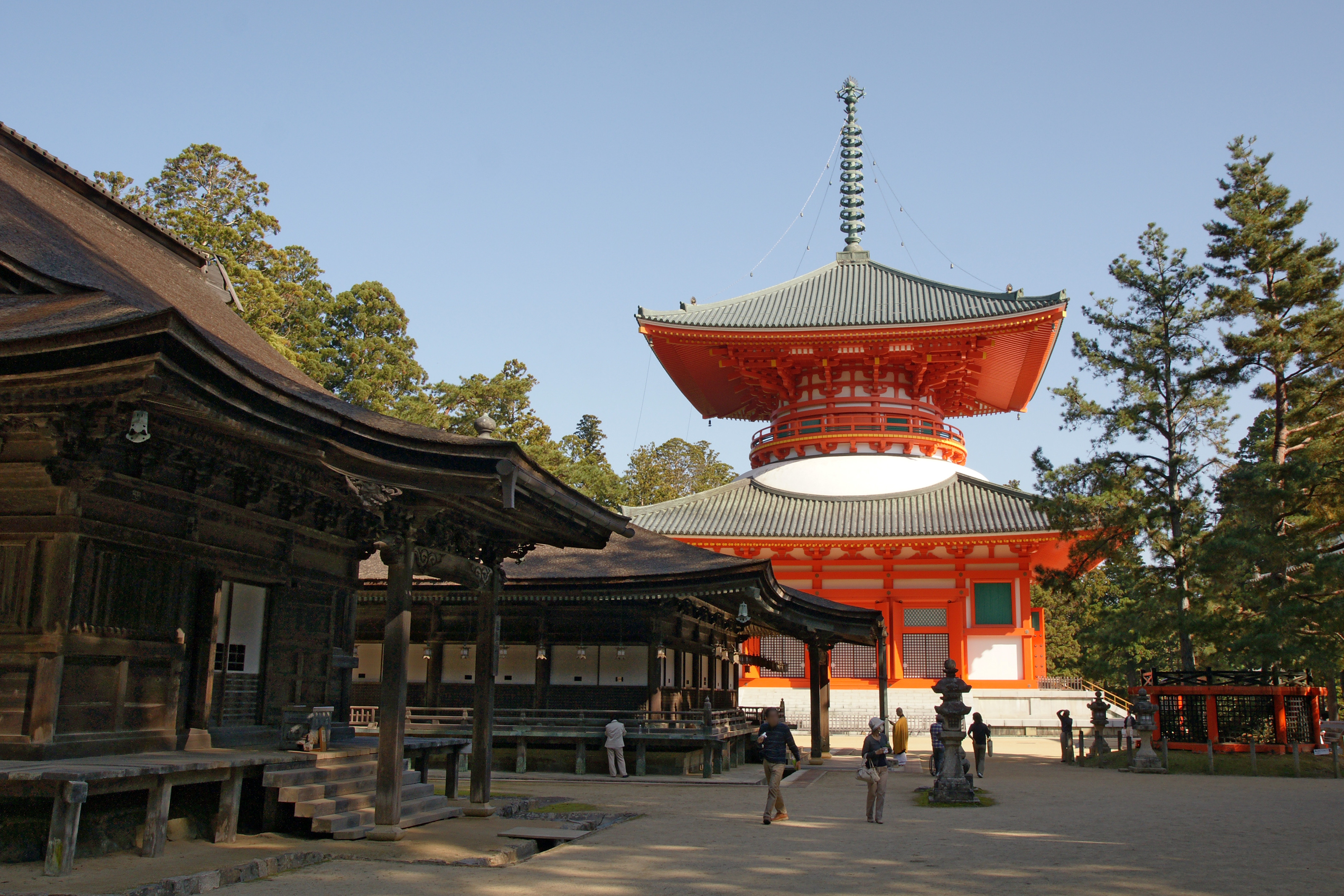
Pagoda central
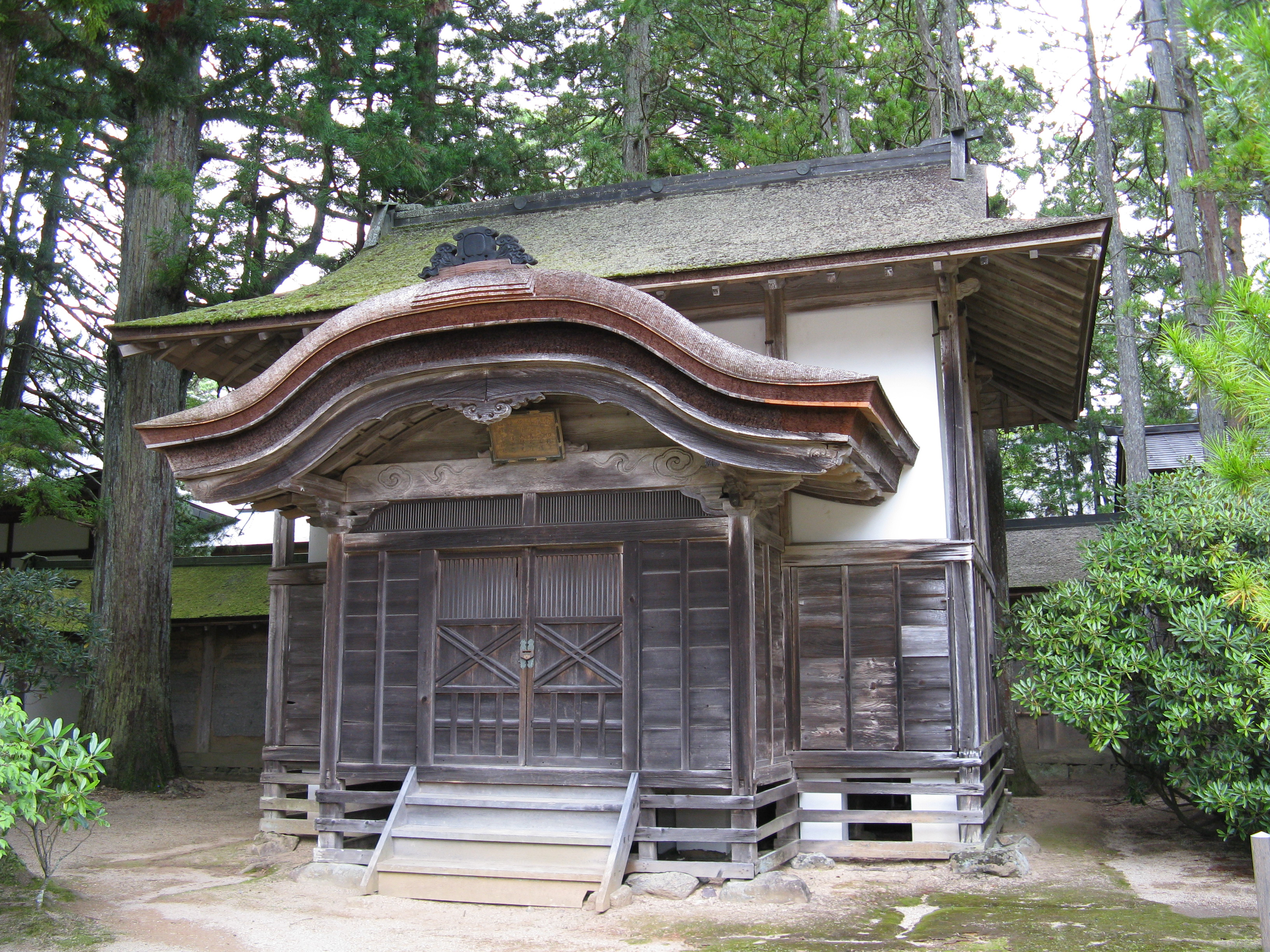
Kyozo (lloc on es guarden els sutres) del temple
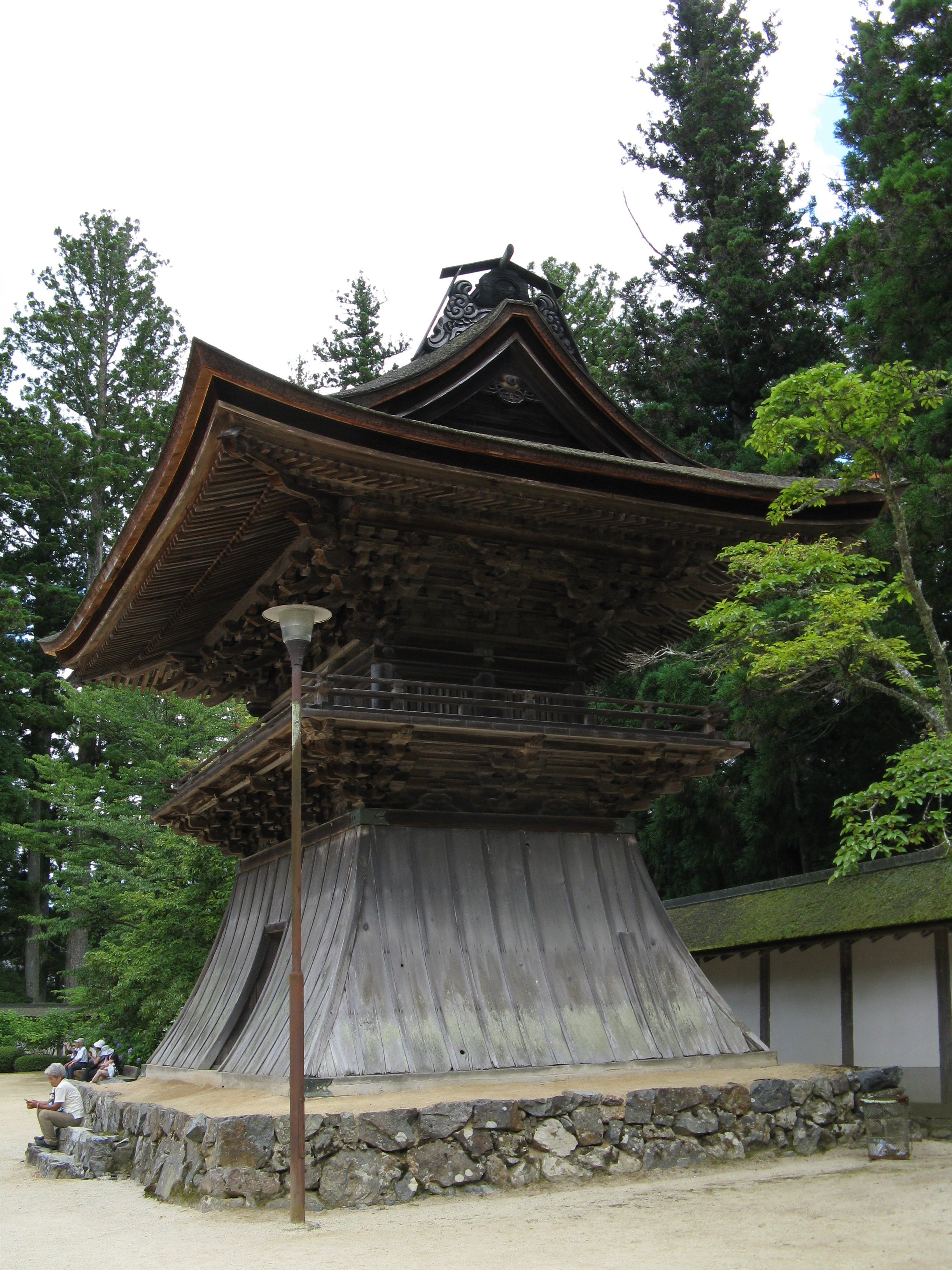
Shōrō del temple
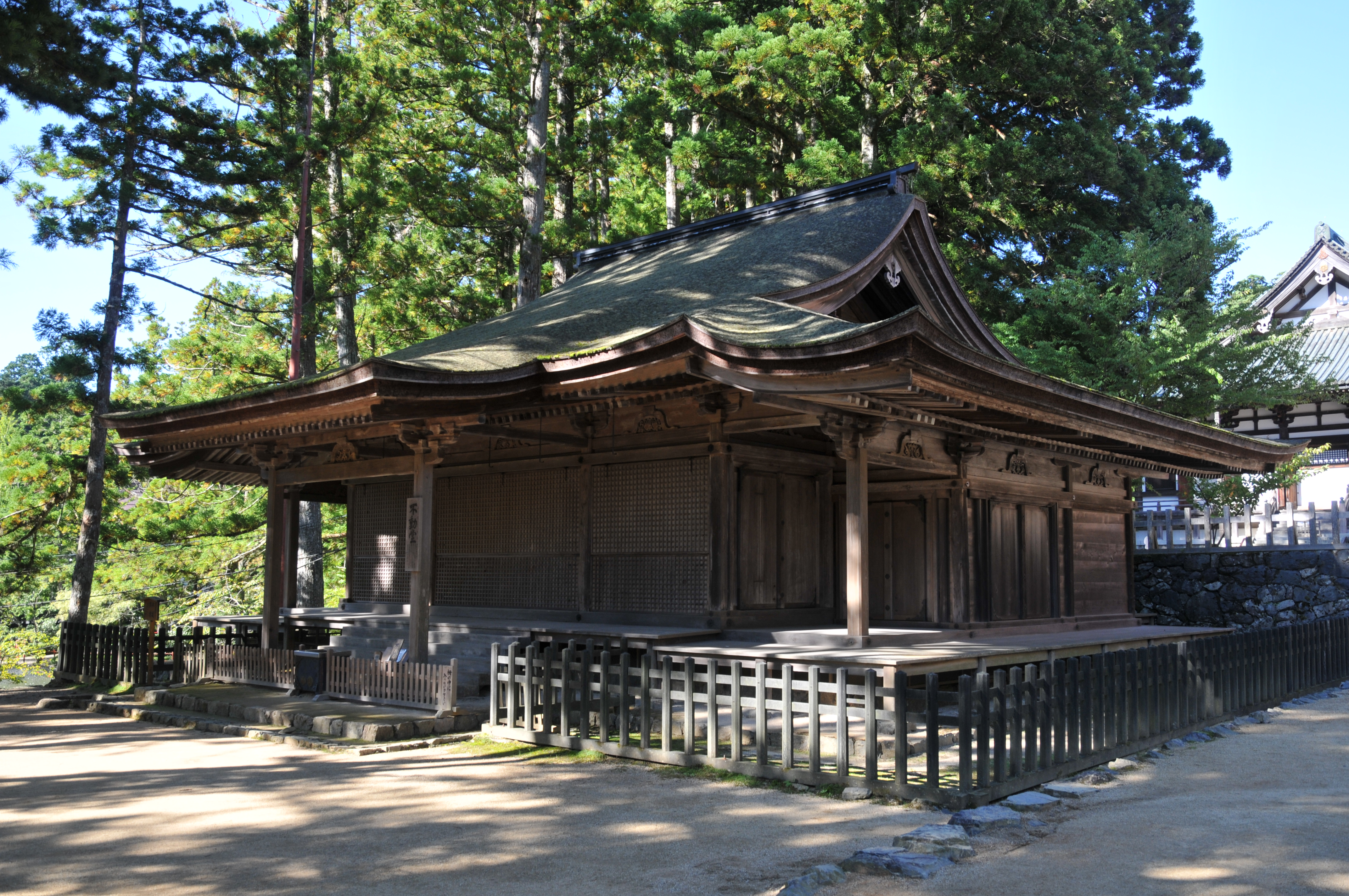
Fudōdō
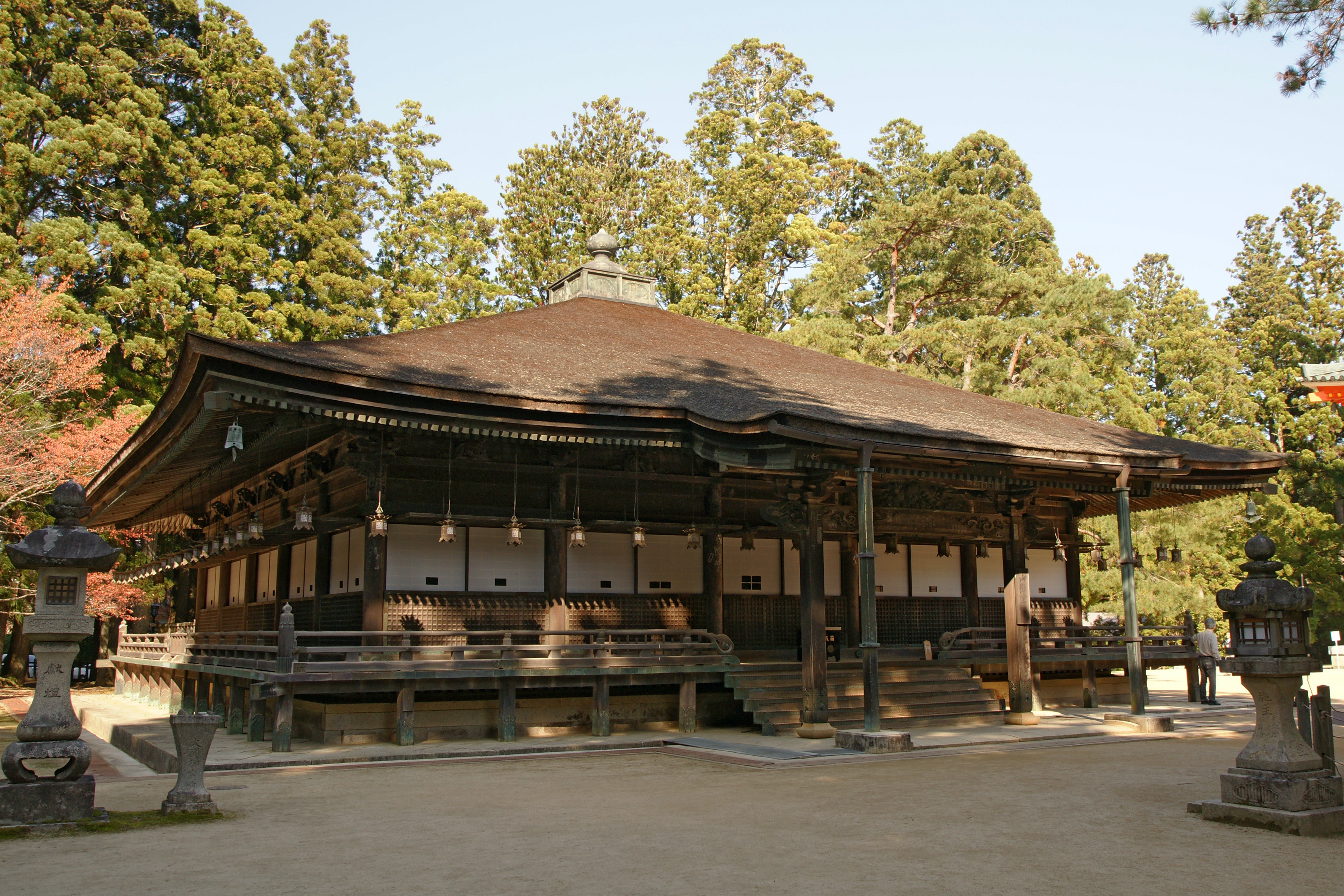
Mieidō
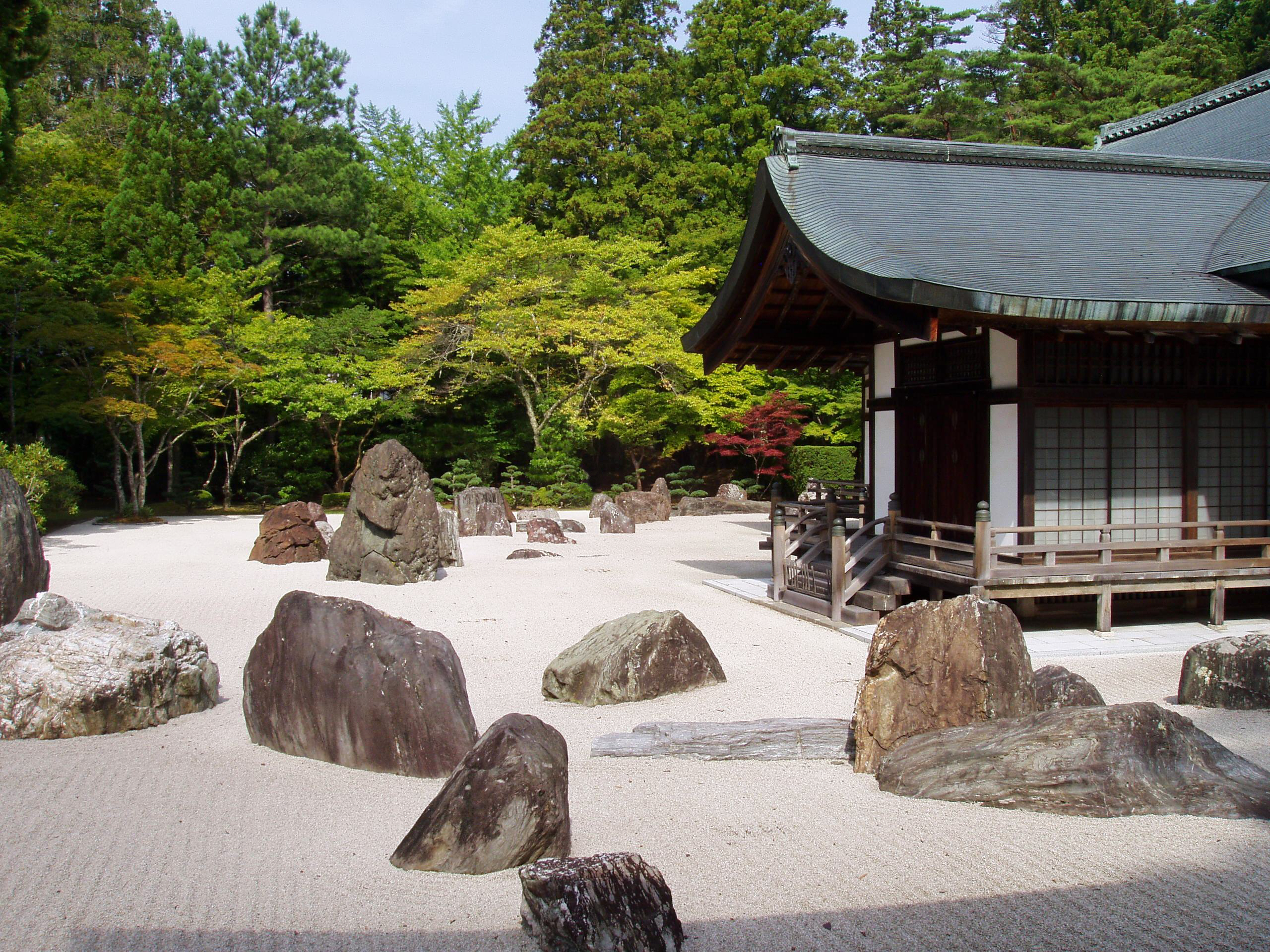
Jardí de roques Banryūtei
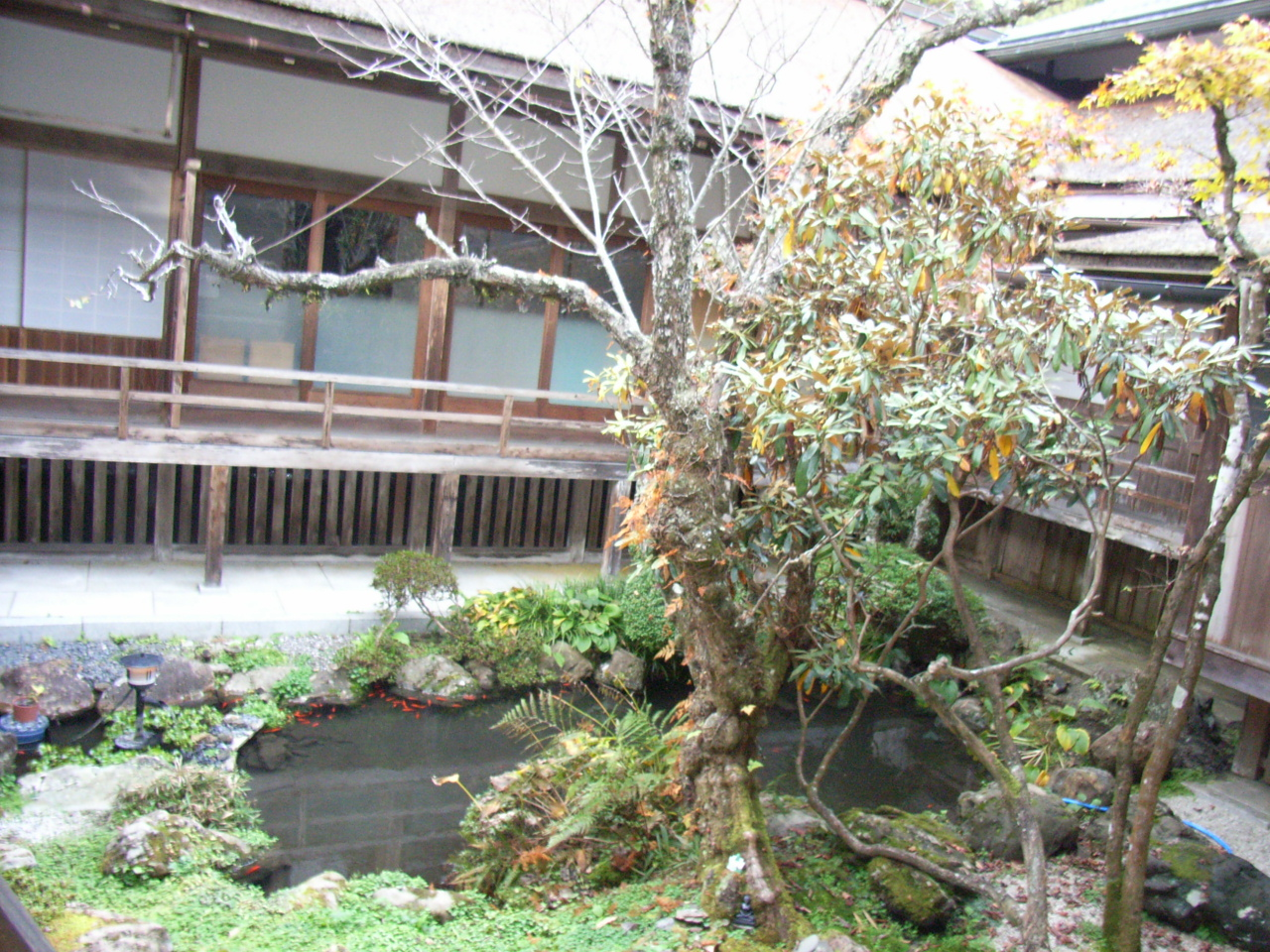
Jardí natural amb l'estany
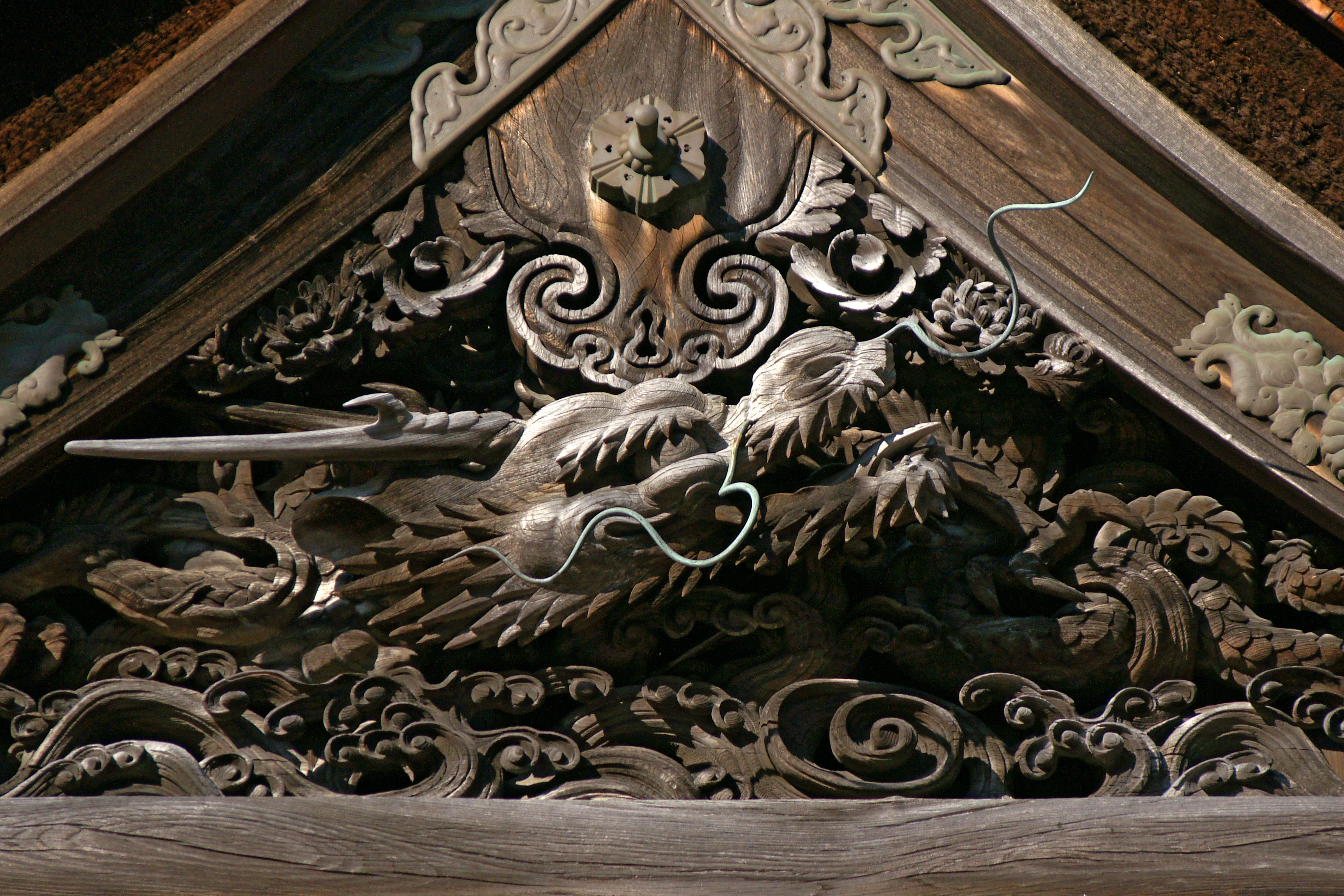
Detall de la decoració exterior del temple
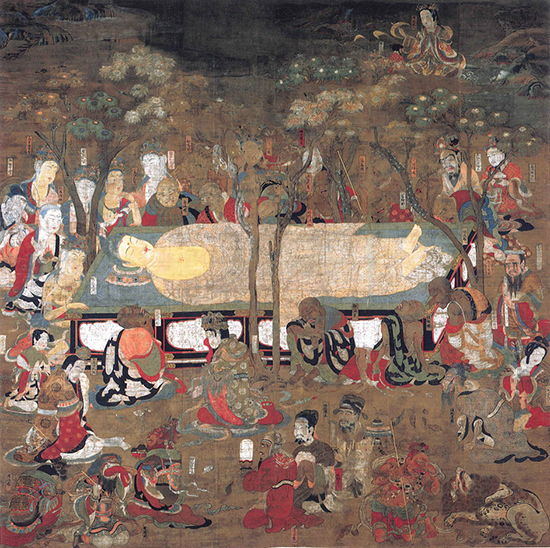
Papir de seda que representa el nirvana de Siddharta Gautama.
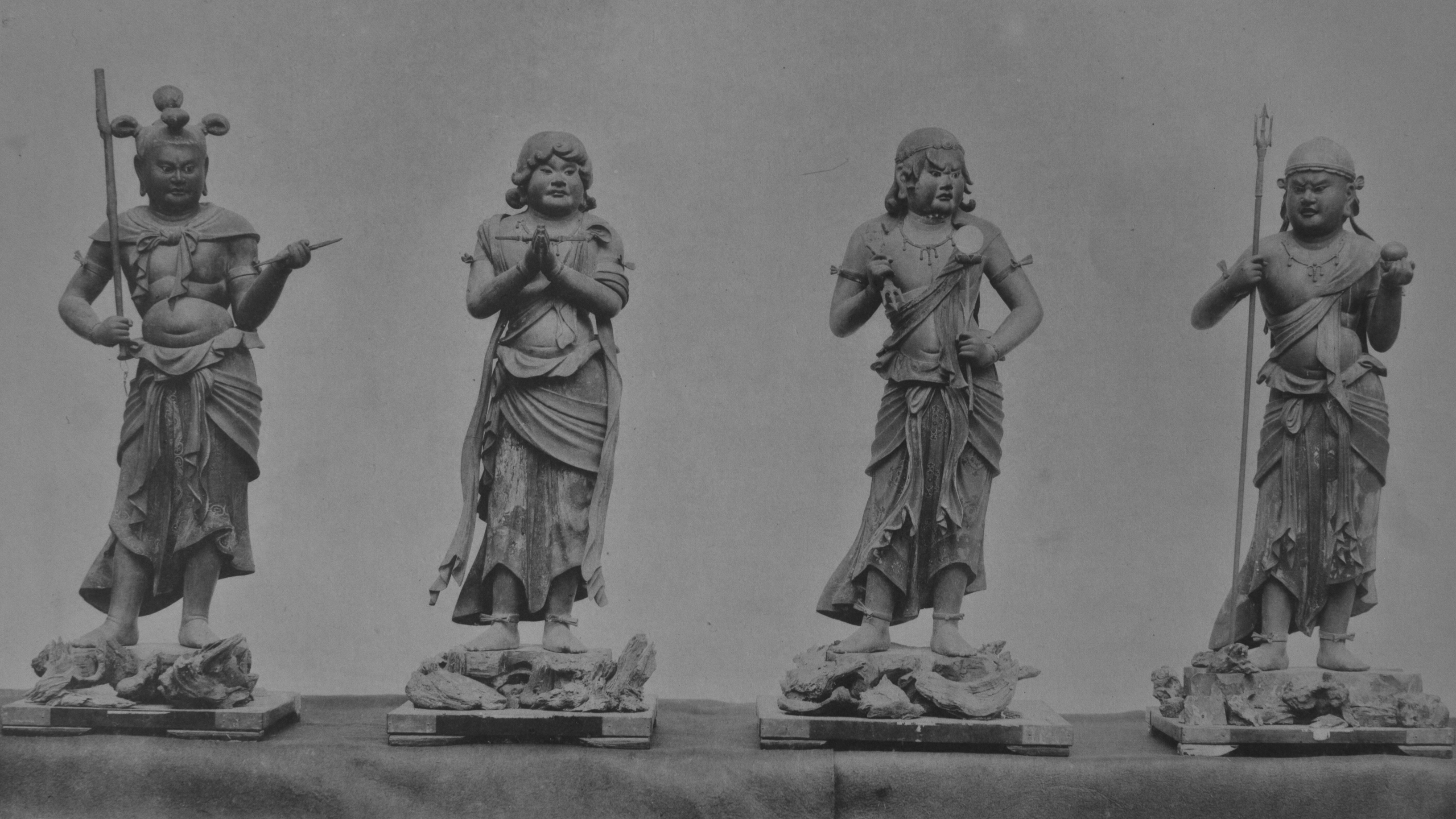
Escultures de diversos déus
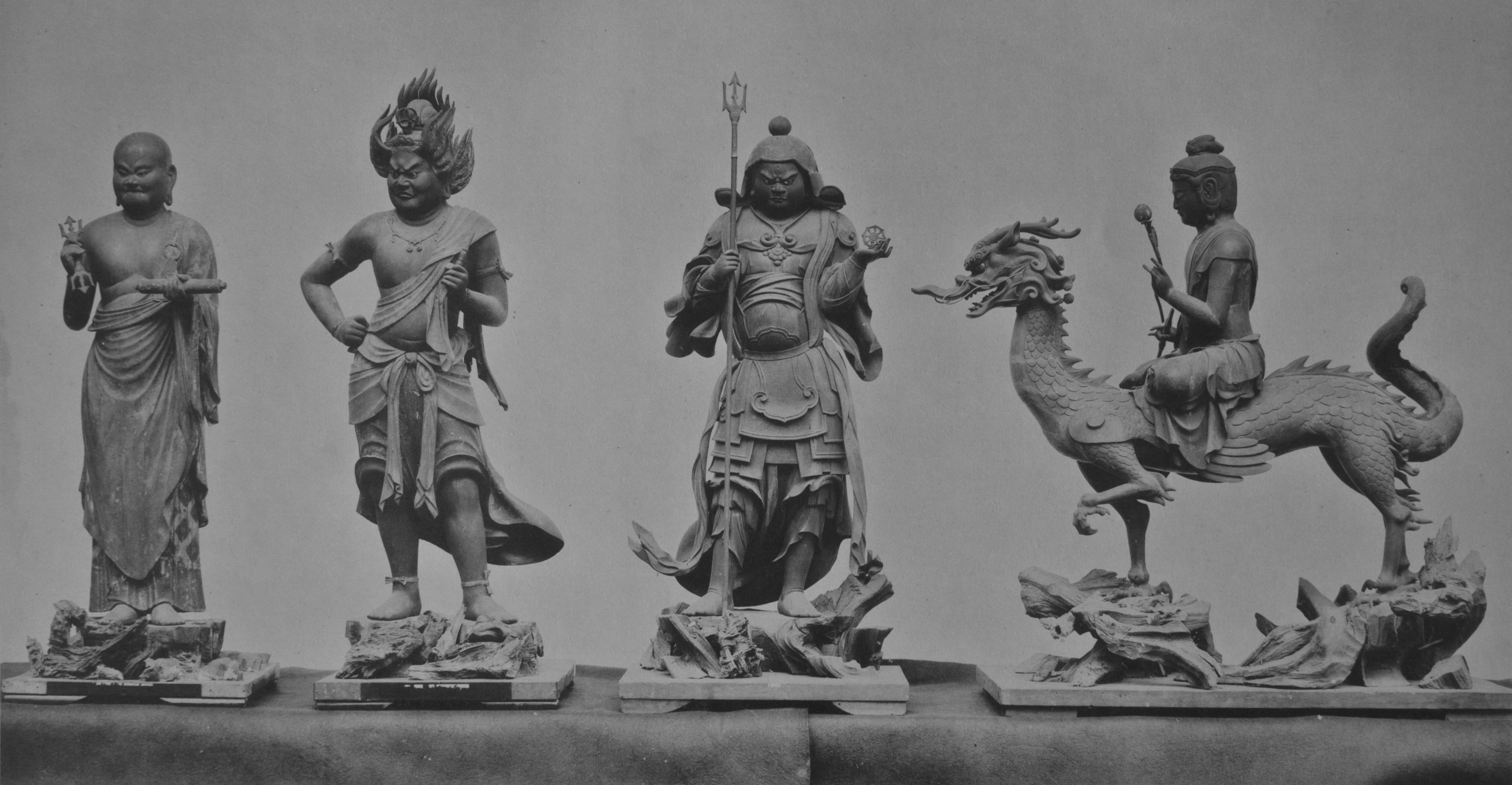
budistes